# Ніл Шаєн Джефферс
Ніл Шаєн Джефферс (англ. Neil Schyan Jeffers; нар. 22 березня 1977) — антигуанський футболіст, який грав на позиції захисника. Відомий за виступами в антигуанських клубах «Парем» і «Басса ФК Олл Сентс», а також у складі збірної Антигуа і Барбуди.

## Клубна кар'єра
Ніл Шаєн Джефферс розпочав виступи на футбольних полях в 2002 році в антигуанському клубі «Парем». У перший же рік виступів ставу складі команди чемпіоном країни. У 2005 році перейшов до складу клубу «Басса ФК Олл Сентс». У складі команди тричі, в 2007, 2008 та 2010 роках, ставав чемпіоном країни. Завершив виступи на футбольних полях у складі «Басса ФК Олл Сентс» у 2016 році.

## Виступи за збірну
У 2002 році Ніл Шаєн Джефферс дебютував у складі збірної Антигуа і Барбуди. У складі збірної брав участь у кваліфікаційних турнірах чемпіонату світу з футболу та Золотого кубка КОНКАКАФ. У складі збірної грав до 2010 року, провів у складі збірної 23 матчі, у яких відзначився 2 забитими м'ячами.